# 周懋卿
周懋卿（？—？），號覺寰，江西吉安府安福縣人，明朝政治人物。

## 生平
嘉靖己未（1559年）八月二十六日（官年）生。萬曆十三年（1585年）乙酉科江西鄉試舉人，萬曆十七年（1589年）與弟周懋相同登己丑科進士，禮部觀政，十八年二月授大理寺评事，丁憂歸。二十一年復補原官，二十二年升刑部主事，二十三年江南恤刑，二十四年升员外郎，二十五年升郎中，本年官至成都府知府。二十九年以考察致仕。

## 家族
曾祖周尚誠。祖父周体光，贈推官，加贈刑部主事。父周憲，隆慶進士，官桂林知府、廣東副使。